# Leichtathletik-Weltmeisterschaften 2013/Teilnehmer (Eritrea)
| Gelbes Symbol für Goldmedaillen mit stilisierten Olympischen Ringen | Graues Symbol für Silbermedaillen mit stilisierten Olympischen Ringen | Braundes Symbol für Bronzemedaillen mit stilisierten Olympischen Ringen |
| ------------------------------------------------------------------- | --------------------------------------------------------------------- | ----------------------------------------------------------------------- |
| —                                                                   | —                                                                     | —                                                                       |

Der Leichtathletik-Verband Eritreas stellte zehn Teilnehmer bei den Leichtathletik-Weltmeisterschaften 2013 in der russischen Hauptstadt Moskau.

## Ergebnisse

### Männer

#### Laufdisziplinen
| Nguse Amlosom      | 10.000 m |  |  |  |  | 27:29,21 min SB | 8   |     |     |
| Goitom Kifle       | 10.000 m |  |  |  |  | 27:56,38 min    | 17  |     |     |
| Teklemariam Medhin | 10.000 m |  |  |  |  | DNF             | DNF | DNF | DNF |
| Yared Asmerom      | Marathon |  |  |  |  | DNF             | DNF | DNF | DNF |
| Beraki Beyene      | Marathon |  |  |  |  | 2:13:40 h SB    | 17  |     |     |
| Yonas Kifle        | Marathon |  |  |  |  | DNF             | DNF | DNF | DNF |
| Amanuel Mesel      | Marathon |  |  |  |  | DNS             | DNS | DNS | DNS |
| Kiflom Suim        | Marathon |  |  |  |  | 2:20:01 h       | 31  |     |     |
| Samuel Tsegay      | Marathon |  |  |  |  | 2:14:41 h SB    | 16  |     |     |

### Frauen

#### Laufdisziplinen
| Athletin           | Disziplin | Vorlauf | Vorlauf | Halbfinale | Halbfinale | Finale | Finale |
| Athletin           | Disziplin | Zeit    | Platz   | Zeit       | Platz      | Zeit   | Platz  |
| ------------------ | --------- | ------- | ------- | ---------- | ---------- | ------ | ------ |
| Nebiat Habtemariam | Marathon  |         |         |            |            | DSQ    | DSQ    |